# コクレーン (オンタリオ州)
コクレーン（英：Town of Cochrane）はカナダのオンタリオ州北部、北オンタリオ地方コクレーン地区に属する人口5,690人の都市（2001年統計）。人口の半々がそれぞれ英語と仏語を話す。北はムースニー、南西にはティミンズがある。
ホッケー選手であり、「ティムホートンズ」を創業者したティム・ホートンの出生地である。街にはティム・ホートンを称えて複合娯楽施設である「ティム・ホートン・イベント・センター」が建設され、2006年に公式オープンした。新しいアクアティック・アリーナが現在建設中で新しいティム・ホートン博物館は公式にオープンしている。

## 歴史
鉄道の街として建設された歴史を持つ。オンタリオ・ノースランド鉄道が週6日、トロント間を走っており、またポーラーベア・エキスプレスがコクレーンとムースニーの間を走っており、観光客に人気の観光列車がある。

## 気候
気候は非常に寒冷で1月の平均最低気温は-24.7度。一方、7月の平均最高気温は24.0度で30度を超えることも珍しくないほど暑くなる。
| コクレーンの気候         | コクレーンの気候 | コクレーンの気候 | コクレーンの気候 | コクレーンの気候 | コクレーンの気候 | コクレーンの気候 | コクレーンの気候 | コクレーンの気候 | コクレーンの気候 | コクレーンの気候 | コクレーンの気候 | コクレーンの気候 | コクレーンの気候 |
| 月                       | 1月              | 2月              | 3月              | 4月              | 5月              | 6月              | 7月              | 8月              | 9月              | 10月             | 11月             | 12月             | 年               |
| ------------------------ | ---------------- | ---------------- | ---------------- | ---------------- | ---------------- | ---------------- | ---------------- | ---------------- | ---------------- | ---------------- | ---------------- | ---------------- | ---------------- |
| 最高気温記録 °C （°F）   | 7.2 (45)         | 11.7 (53.1)      | 20.0 (68)        | 30.0 (86)        | 33.9 (93)        | 36.7 (98.1)      | 37.2 (99)        | 36.1 (97)        | 35.0 (95)        | 28.9 (84)        | 20.0 (68)        | 13.0 (55.4)      | 37.2 (99)        |
| 平均最高気温 °C （°F）   | −12.1 (10.2)     | −8.9 (16)        | −1.9 (28.6)      | 7.4 (45.3)       | 16.4 (61.5)      | 21.1 (70)        | 24.0 (75.2)      | 22.3 (72.1)      | 15.5 (59.9)      | 8.2 (46.8)       | −0.4 (31.3)      | −9.4 (15.1)      | 6.9 (44.4)       |
| 日平均気温 °C （°F）     | −18.4 (−1.1)     | −15.8 (3.6)      | −8.9 (16)        | 0.7 (33.3)       | 9.2 (48.6)       | 13.8 (56.8)      | 16.8 (62.2)      | 15.5 (59.9)      | 9.9 (49.8)       | 3.6 (38.5)       | −4.5 (23.9)      | −15 (5)          | 0.6 (33.1)       |
| 平均最低気温 °C （°F）   | −24.7 (−12.5)    | −22.7 (−8.9)     | −15.9 (3.4)      | −6.0 (21.2)      | 2.0 (35.6)       | 6.4 (43.5)       | 9.5 (49.1)       | 8.6 (47.5)       | 4.3 (39.7)       | −1.0 (30.2)      | −8.5 (16.7)      | −20.5 (−4.9)     | −5.7 (21.7)      |
| 最低気温記録 °C （°F）   | −47.0 (−52.6)    | −45.6 (−50.1)    | −41.7 (−43.1)    | −31.1 (−24)      | −13.9 (7)        | −6.7 (19.9)      | −3.0 (26.6)      | −2.8 (27)        | −7.8 (18)        | −16.0 (3.2)      | −38.3 (−36.9)    | −45.6 (−50.1)    | −47.0 (−52.6)    |
| 降水量 mm （inch）       | 72.3 (2.846)     | 42.4 (1.669)     | 58.3 (2.295)     | 44.6 (1.756)     | 73.2 (2.882)     | 91.1 (3.587)     | 90.1 (3.547)     | 87.9 (3.461)     | 109.0 (4.291)    | 77.8 (3.063)     | 64.0 (2.52)      | 69.3 (2.728)     | 880.0 (34.646)   |
| 雨量 mm （inch）         | 0.7 (0.028)      | 1.3 (0.051)      | 9.7 (0.382)      | 26.3 (1.035)     | 69.8 (2.748)     | 90.5 (3.563)     | 90.1 (3.547)     | 87.9 (3.461)     | 108.1 (4.256)    | 69.6 (2.74)      | 25.1 (0.988)     | 4.1 (0.161)      | 583.2 (22.961)   |
| 降雪量 cm （inch）       | 71.6 (28.19)     | 41.1 (16.18)     | 48.6 (19.13)     | 18.4 (7.24)      | 3.5 (1.38)       | 0.6 (0.24)       | 0 (0)            | 0 (0)            | 0.9 (0.35)       | 8.2 (3.23)       | 38.9 (15.31)     | 65.1 (25.63)     | 296.8 (116.85)   |
| 出典：Environment Canada |                  |                  |                  |                  |                  |                  |                  |                  |                  |                  |                  |                  |                  |

## 言語
コクレーンはフランス系カナダ人人口の割合が高い都市で2006年統計によるとフランス語の母語話者の割合は43.8%とおよそ半数に達する。
| 母語話者（コクレーン）2006 | 母語話者（コクレーン）2006 | 母語話者（コクレーン）2006 | 母語話者（コクレーン）2006 | 母語話者（コクレーン）2006 |
| -------------------------- | -------------------------- | -------------------------- | -------------------------- | -------------------------- |
|                            |                            |                            |                            |                            |
| 英語                       | 英語                       |                            | 50.6%                      | 50.6%                      |
| フランス語                 | フランス語                 |                            | 43.8%                      | 43.8%                      |

## 経済
雇用が不足していることから街の人口は減り続けている。主な産業は鉄道、観光及び木材業である。

## 観光
- ホッキョクグマに関連したものが数多くあり、2004年の夏に開業した「ホッキョクグマ保護教育生活文化村（Polar Bear Conservation and Educational Habitat and Heritage Village）」がある。
- ポーラーベア・エキスプレス： 夏季にムースニーとコクレーン間を結ぶ、オンタリオ・ノースランド鉄道の観光列車。

## 交通
州の道路交通網の北端に位置するエリアにあり、これより北部へは道路による移動がほとんどできないため、交通手段は飛行機及び鉄道、ボート（夏季のみ）が必要となる。
- 主要道路はトランスカナダハイウェイの一部であるハイウェイ11号線（Highway 11）がある。

## 観光
- ポーラーベア・ヘリテージ
- ポーラーベア・エクスプレス